# Japan Open Tennis Championships 2023
Japan Open Tennis Championships 2023, oficiálně Kinoshita Group Japan Open Tennis Championships 2023, byl tenisový turnaj na mužském profesionálním okruhu ATP Tour, hraný v Tenisovém parku Ariake kolem centru Ariake Coliseum. Čtyřicátý devátý ročník Japan Open Tennis Championships probíhal mezi 16. až 22. říjnem 2023 v japonské metropoli Tokiu na dvorcích s tvrdým povrchem DecoTurf.
Turnaj dotovaný 2 022 700 dolary patřil do kategorie ATP Tour 500. Nejvýše nasazeným singlistou se stal desátý tenista světa a obhájce trofeje Taylor Fritz ze Spojených států, který ve druhém kole podlehl 20letému Japonci Šintaru Močizukimu. Jako poslední přímý účastník do dvouhry nastoupil 63. hráč žebříčku, 30letý Aslan Karacev, jenž došel až do finále. V důsledku invaze Ruska na Ukrajinu na konci února 2022 řídící organizace tenisu ATP, WTA a ITF s grandslamy rozhodly, že ruští a běloruští tenisté mohli dále na okruzích startovat, ale do odvolání nikoli pod vlajkami Ruska a Běloruska.
První singlový titul na okruhu ATP Tour vybojoval  21letý Američan Ben Shelton, který se premiérově posunul na 14. místo žebříčku. S otcem Bryanem Sheltonem vytvořil v otevřené éře čtvrtou dvojici otce a syna, jejíž oba členové vyhráli turnaj ATP ve dvouhře. Čtyřhru ovládli Australané Rinky Hijikata s Maxem Purcellem a získali první párovou trofej.

## Rozdělení bodů a finančních odměn

### Rozdělení bodů
| Soutěž  | Soutěž      | vítězové | finalisté | semifinalisté | čtvrtfinalisté | 16 v kole | 32 v kole | Q  | Q2 | Q1 |
| ------- | ----------- | -------- | --------- | ------------- | -------------- | --------- | --------- | -- | -- | -- |
| dvouhra | [ 7 ] [ 3 ] | 500      | 300       | 180           | 90             | 45        | 0         | 20 | 10 | 0  |
| čtyřhra | [ 8 ] [ 9 ] | 500      | 300       | 180           | 90             | 0         | —         | 45 | 25 | —  |

### Finanční odměny
| Soutěž                              | Soutěž      | vítězové  | finalisté | semifinalisté | čtvrtfinalisté | 16 v kole | 32 v kole | Q2      | Q1      |
| ----------------------------------- | ----------- | --------- | --------- | ------------- | -------------- | --------- | --------- | ------- | ------- |
| dvouhra                             | [ 3 ] [ 7 ] | 347 390 $ | 186 920 $ | 99 615 $      | 50 895 $       | 27 170 $  | 14 490 $  | 7 425 $ | 4 165 $ |
| čtyřuhra                            | [ 8 ] [ 9 ] | 114 100 $ | 60 860 $  | 30 800 $      | 15 390 $       | 7 970 $   | —         | —       | —       |
| částka ve čtyřhře je uvedena na pár |             |           |           |               |                |           |           |         |         |

## Dvouhra

### Nasazení
| Stát                         | Hráč                  | ATP | Nasazení |
| ---------------------------- | --------------------- | --- | -------- |
| USA                          | Taylor Fritz          | 8.  | 1.       |
| Norsko                       | Casper Ruud           | 9.  | 2.       |
| Německo                      | Alexander Zverev      | 10. | 3.       |
| Austrálie                    | Alex de Minaur        | 11. | 4.       |
| USA                          | Tommy Paul            | 12. | 5.       |
| USA                          | Frances Tiafoe        | 13. | 6.       |
|                              | Karen Chačanov        | 14. | 7.       |
| Kanada                       | Félix Auger-Aliassime | 15. | 8.       |
| Žebříček ATP k 2. říjnu 2023 |                       |     |          |

### Jiné formy účasti
Následující hráči obdrželi divokou kartu do hlavní soutěže:
- Šintaró Močizuki
- Šó Šimabukuro
- Josuke Watanuki

Následující hráči postoupili z kvalifikace:
- Taró Daniel
- Jack Draper
- Cristian Garín
- Marcos Giron

#### Odhlášení
před zahájením turnaje
- Andy Murray → nahradil jej  Sebastian Ofner
- Kei Nišikori → nahradil jej  Čang Č’-čen
- Milos Raonic → nahradil jej  Christopher O'Connell

## Čtyřhra

### Nasazení
| Stát                                                                                  | Hráč              | Stát       | Hráč              | ATP | Nasazení |
| ------------------------------------------------------------------------------------- | ----------------- | ---------- | ----------------- | --- | -------- |
| Indie                                                                                 | Rohan Bopanna     | Austrálie  | Matthew Ebden     | 15. | 1.       |
| Španělsko                                                                             | Marcel Granollers | Argentina  | Horacio Zeballos  | 27. | 2.       |
| Salvador                                                                              | Marcelo Arévalo   | Nizozemsko | Jean-Julien Rojer | 33. | 3.       |
| Belgie                                                                                | Sander Gillé      | Belgie     | Joran Vliegen     | 37. | 4.       |
| Žebříček ATP k 2. říjnu 2023; číslo je součtem žebříčkového postavení obou členů páru |                   |            |                   |     |          |

### Jiné formy účasti
Následující páry obdržely divokou kartu do hlavní soutěže:
- Tošihide Macui /  Kaitó Uesugi
- Šó Šimabukuro /  Josuke Watanuki

Následující pár postoupil z kvalifikace: 
- Taisei Ičikawa /  Masamiči Imamura

Následující páry postoupily z kvalifikace jako šťastné poražené: 
- Šintaró Močizuki /  Rio Noguči
- Kaiči Učida /  Jasutaka Učijama

### Odhlášení
před zahájením turnaje
- Rohan Bopanna /  Matthew Ebden → nahradili je  Kaiči Učida /  Jasutaka Učijama
- Marcel Granollers /  Horacio Zeballos → nahradili je  Šintaró Močizuki /  Rio Noguči
- Hugo Nys /  Jan Zieliński → nahradili je  Ben McLachlan /  Jošihito Nišioka

## Přehled finále

### Mužská dvouhra
- Ben Shelton vs. Aslan Karacev, 7–5, 6–1

### Mužská čtyřhra
- Rinky Hijikata /  Max Purcell vs.  Jamie Murray /  Michael Venus, 6–4, 6–1